# Higròmids
Els higròmids (Hygromiidae) són una família de gastròpodes eupulmonats de la superfamília Helicoidea.

## Taxonomia
Aquesta família consta de les següents subfamílies (segons Bouchet & Rocroi, 2005):
- subfamília Hygromiinae Tryon, 1866
  - tribu Hygromiini Tryon, 1866 - synonym: Cernuellini Schileyko, 1991
  - tribu Archaicini Schileyko, 1978
  - tribu Helicellini Ihering, 1909 - synonym: Jacostidae Pilsbry, 1948 (inv.)
  - tribu Leptaxini C. Boettger, 1909
  - tribu Metafruticicolini Schileyko, 1972
  - tribu Trochulini Lindholm, 1927 - synonym: Trichiinae Ložek, 1956; Helicopsini H. Nordsieck, 1987

- subfamília Ciliellinae Schileyko, 1970 - synonym: Canariellini Schileyko, 1991

- subfamília Geomitrinae C. Boettger, 1909
  - tribu Geomitrini C. Boettger, 1909 - synonym: Ochthephilinae Zilch, 1960 (n.a.)
  - tribu Paedhoplitini Schileyko, 1978
  - tribu Trochoideini H. Nordsieck, 1987

- subfamília Monachainae Wenz, 1930 (1904) - Carthusianini Kobelt, 1904; Euomphaliinae Schileyko, 1978; Hesseolinae schileyko, 1991

- subfamília Ponentininae Schileyko, 1991

## Gèneres
El gènere tipus d'aquesta família és Hygromia Risso, 1826.
subfamília Hygromiinae
- Lozekia Hudec, 1970[1]
- Noneulota Schileyko & Horsák, 2007[2]

- tribu Hygromiini
  - Hygromia Risso, 1826
  - Zenobiella Gude & Woodward, 1921 - with the only species Zenobiella subrufescens (Miller, 1822)
  - Cernuella Schlüter, 1838
    - subgènere Xerocincta Monterosato, 1892

- tribu Archaicini

- tribu Helicellini
  - Helicella Férussac, 1821
  - Candidula Kobelt, 1871
  - Cernuella Schlüter, 1838
  - Xerolenta Monterosato, 1892
  - Xeromunda Monterosato, 1892
  - Xeropicta Monterosato, 1892
  - Xerotricha Monterosato, 1892

- tribu Leptaxini
  - Pseudotrichia Likharev, 1949
  - Monachoides Gude & Woodward, 1921

- tribu Metafruticicolini
  - Metafruticicola Ihering, 1892

- tribu Trochulini
  - Trochulus Chemnitz, 1786 - synonym: Trichia

- tribu incerta[3]
  - Xerosecta Monterosato, 1892
    - Xeromagna Monterosato, 1892

  - Microxeromagna Ortiz De Zárate López, 1950

subfamília Ciliellinae
- Canariella Hesse, 1918

subfamília Geomitrinae
- tribu Geomitrini
  - Actinella R. T. Lowe, 1852[4]
  - Caseolus R. T. Lowe, 1852[4]
  - Discula R. T. Lowe, 1852[4]
  - Disculella Pilsbry, 1895[4]
  - Hystricella R. T. Lowe 1855[4]
  - Geomitra Swainson, 1840[4]
  - Heterostoma W. Hartmann, 1843[4]
  - Hystricella R. T. Lowe, 1855[4]
  - Lemniscia R. T. Lowe, 1855[4]
  - Moreletina de Frias Martins, 2002[4]
  - Pseudocampylaea L. Pfeiffer, 1877[4]
  - Serratorotula Groh & Hemmen, 1986[4]
  - Spirorbula R. T. Lowe, 1852[4]

- tribu Paedhoplitini
- tribu Trochoideini
  - Trochoidea T. Brown, 1827[5]
  - Xerocrassa Monterosato, 1892

subfamília Monachainae
- - Monacha
    - subgènere Eutheba Nordsieck, 1993

  - Ashfordia Taylor, 1917

subfamília Ponentininae
- Plentuisa Puente & Prieto, 1992[6]
- Ponentina P. Hesse, 1921[7]

subfamília ?
- - Euomphalia
  - Helicodonta
  - Helicopsis
  - Perforatella
  - Petasina
  - Plicuteria
  - Montserratina
  - Tyrrheniella
  - Urticicola